# Theodor Berckelmann
Theodor Berckelmann (* 9. November 1576 in Neustadt am Rübenberge; † 30. Juli 1645 in Göttingen) war ein deutscher lutherischer Theologe, lateinischer Dichter und Generalsuperintendent von Göttingen.

## Leben
Der Sohn des Bürgers Johannes Berckelmann († 1577) und dessen Frau Adelheit (geb. Brasen, † 1609) besuchte bis zum vierzehnten Lebensjahr die Schule seiner Heimatstadt. 1590 setzte er seine Ausbildung in Wolfenbüttel fort, konnte durch Stipendien gefördert die Klosterschulen in Grauenhof sowie Amelungsborn besuchen, war 1593 in Riddagshausen und 1596 auf der Klosterschule Mariental. 1598 wurde er Konventuale des Klosters Amelungsborn, bezog 1598 die Universität Helmstedt, um philosophische und theologische Studien zu absolvieren, und genoss dort den Unterricht von Caspar Pfaffrad (1562–1622), Johannes Caselius (1533–1613) sowie Cornelius Martini (1567–1621). So angeleitet erwarb er am 3. Oktober 1601 den akademischen Grad eines Magisters der philosophischen Wissenschaften, besuchte danach kurz die Universität Leipzig, die Universität Wittenberg und die Universität Jena.
Am 25. September 1602 wurde er Rektor der Klosterschule zu Riddagshausen, setzte 1605 seine theologischen Studien an der Universität Tübingen fort und absolvierte 1607 eine längere wissenschaftliche Reise, um sich nach dem Wunsch seines Herzogs zur akademischen Laufbahn vorzubereiten. Nach seiner Rückkehr 1608 erhielt er am 9. März 1609 eine außerordentliche theologische Professur in Helmstedt, wurde am 17. Juni 1612 ordentlicher Professor der Theologie, promovierte am 2. Mai 1616 zum Doktor der Theologie und wurde als Kollege von Georg Calixt dessen Mitstreiter. In den Streitigkeiten, die bald darauf über Calixts Heterodoxien ausbrachen, nahm Berckelmann mit seinem Kollegen Johann von Fuchte (1568–1622) eine vermittelnde, aber überwiegend dem Calixt freundliche Stellung ein. Er wurde aber ab 1620 selbst in einen Streit verwickelt mit seinem Kollegen Heinrich Julius Strube (1586–1629), der ihm calvinistische Tendenzen vorwarf, weil Berckelmann eine Einigung zwischen Lutheranern und Calvinisten gegen die päpstliche Kirche befürwortet hatte.
Nachdem er 1624 Rektor der Alma Mater gewesen war, erlebte er in Helmstedt die Gräuel des Dreißigjährigen Krieges. So die Pest und die weitgehende Entvölkerung der Stadt aus Furcht vor den heranrückenden Scharen der von Johann T’Serclaes von Tilly und Wallenstein geführten Truppen. Berckelmann zog sich selbst 1625 auf die Abtei Amelungsborn zurück, in der er im November 1625 Abt geworden war, verweilte 1626 in Braunschweig und kehrte 1627 nach Amelungsborn zurück. Hier blieb er bis 1629, wo er infolge des Restitutionsediktes mit seinen Klosterschülern fliehen musste. Er ging am 28. April 1629 nach Einbeck und wurde am 25. April 1630 erster Stadtprediger und Generalsuperintendent in Göttingen, auch Lehrer der Theologie am dortigen Gymnasium. Auch von hier aus blieb er mit Georg Calixt in freundschaftlicher und brieflicher Verbindung und erschien als sein Gesinnungsgenosse im Kampf gegen den Ramismus. In den damaligen Kriegszeiten, während der Tilly’schen Okkupation und bei der blutigen Erstürmung der Stadt Göttingen durch Herzog Wilhelm von Weimar (11. Februar 1632) hatte Berckelmann Schweres durchzumachen, war aber bemüht, durch sein Auftreten und treue Amtsführung den Frieden zu erhalten und die kirchliche Ordnung zu befördern bis zu seinem Tode.
Sein Porträt hängt auf der nördlichen Empore der Göttinger Johanniskirche.

## Familie
Berckelmann heiratete am 7. Februar 1613 in Wolfenbüttel Anna Sophia (1594–1661), die älteste Tochter des fürstlich braunschweigschen Hausmarschalls Henrich Mehrdorf († 1628). Aus der Ehe gingen zehn Söhne und zwei Töchter hervor. Davon starben zwei Söhne in jungen Jahren. Von den Kindern kennt man:
- Heinrich Lorenz Berckelmann (* 9. Mai 1614 in Helmstedt; † 24. Februar 1661 in Hameln), Pastor in Hameln
- Johannes Theodor Berckelmann (* 28. Dezember 1615 in Helmstedt; † 1653 in Goslar), Amtsschreiber zu Friedland, Zehnmann in Goslar
- Werner Laurentius Berckelmann (* 7. November 1618 in Helmstedt; † 20. April 1658 in Münden), Stadtphysicus in Münden
- Andreas Berckelmann (* 1622 in Helmstedt; † 15. März 1682), Jurist und Stadtsekretär in Göttingen
- Anna Sophia Berckelmann (* 1624 in Braunschweig), verh. mit dem Bürgermeister in Göttingen Johann Ludewig Helmold
- Peter Valentin Berckelmann (* 11. Dezember 1626 in Braunschweig; † 9. Juni 1699 in Rosdorf), Pastor in Sieboldshausen und Rosdorf
- Magaretha Elisabeth Berckelmann (* 14. Oktober 1628 in Stadtoldendorf; † 1662), verh. mit dem Rektor der Schule in Osterode Mag. Henning Gottfried Fabricius
- Daniel Berckelmann (* 28. November 1630 in Göttingen; † 8. Januar 1708 in Wallensen), Pastor in Wallensen
- Johann Heinrich Wilhelm Berckelmann (* 28. Februar 1633 in Göttingen), Dr. med., Bürgermeister und Stadtphysicus in Einbeck
- Friedrich Berckelmann (* 17. Juni 1634 in Göttingen; † 1687 in Lentze), Stadtsekretär in Lentze, Mark Brandenburg

## Werke (Auswahl)
Seine nur teilweise gedruckten Schriften waren teils theologischen Inhalts, teils lateinische Poesien, besonders eine Menge von Gelegenheitsgedichten, die freilich mehr durch eine gewisse Formgewandtheit und „Künsteleien“ als durch poetischen Gehalt sich auszeichnen.
- Exequiae Reverendißimo, Illustrißimo & potentißimo principi ac Domino, Domino Henrico Iulio, Postulato Episcopo Halberstadensi, Duci Brunsvicensi & Lunaeburgensi, &c. Heroi fortissimo .... Lucius, Helmstedt 1613. (Digitalisat)
- Isagoge Theologica, De Studio Theologiae recte inchoando & continuando / Quinque Dissertationibus Comprehensa, Et Pros oikodomēn kai ekzōpyrēsin, publicae disquisitioni proposita. Lucius, Helmstedt 1619. (Digitalisat)
- Dissertationes Biblicae. Helmstedt 1636. (Digitalisat)
- Isagoge Theologica, De Studio Theologiae recte inchoando & continuando. Helmstedt 1619, 1665.
- Historia Resurrectionis Domini nostri Jesu Christi. Lucius Helmstedt 1617. (Digitalisat)
- Psalmus XX. Seren. mo Principe ac Domino, Domino Friderico Ulrico, Duci Brunsvicensi & Lunaeb. … Iam vero pro placida gubernatione, & auspicatis nuptiis cum illustrissima & augustissima nympha, Anna Sophia Brandenburgica eodem mense Sept. septimo anno post, in arce Gvielphica celebrandis, iteraro voto repetitus Psal. XX. … Lucius, Helmstedt 1614. (Digitalisat)
- Disputatio VII. De Caeteris Decalogi Virtutibus, Seu Fructibus S. Spiritus, In Epistola ad Galatas expositis. Lucius, Helmstedt 1613. (Digitalisat)
- Programma In Funere Viri Humanißimi & Sollertis Dn. Zachariae Raben Bibliopolae Helmstadiensis. Lucius, Helmstedt 1625. (Digitalisat)